# Claudius
|  | Claudius er også et drengenavn - se under Klaus |
Tiberius Claudius Drusus Nero Germanicus (1. august 10 f.Kr. i Lyon – 13. oktober 54 e.Kr. i Rom) var Roms fjerde kejser.
Claudius var søn af kejser Tiberius’ broder Drusus og Augustus’ niece Antonia. Han voksede op som  kejserfamiliens sorte får, da han var plaget af stammen, halten og muskellidelser og fik kun enkelte symbolske embeder. I adskillige år var han historiker, foragtet af slægten og i fare under terroren. Efter mordet på nevøen Caligula i januar 41 e.Kr. udråbtes den aldrende Claudius uventet til kejser i mangel af bedre, og Senatets forsøg på at genindføre republikken blev kvalt i fødslen. 
Hans regeringstid blev fredelig efter Caligulas tyranni og prægedes af økonomiske reformer og byggeriarbejder som vandledninger og en ny havn ved Tiberens munding. Under hans styre fik frigivne slaver for alvor adgang til ministerposter og kom til at danne et alternativ til det  aristokratiske embedskorps. Blandt de nye var Pallas og Narcissus. Claudius’ egen stilling er stærkt omdiskuteret: enten er han en ren marionet eller en indflydelsesrig mand med egne meninger. Han viste stor interesse for retspleje og indtog dommersædet. Kejsermagten blev ikke svækket under ham, selv om han gav afkald på ydre fyrstepræg. Pengegaver til garden blev fast tradition ved kejserskifte.
En væsentlig udenrigspolitisk begivenhed var den begyndende erobring af England (Britannien) i år 47; før havde romerne kun haft enkelte støttepunkter på kysten. I de næste år kom Sydengland under imperiet, og han var formel leder af en del af felttoget. I Palæstina slog han år 44 en opstand ned under kong Herodes Agrippa, en af hans ungdomsvenner.
Særlig opmærksomhed fik Claudius’ kejserinde Messalina (hans tredje hustru), som i samtidige kilder skildres som skandaløst umoralsk og meget indflydelsesrig. Hun henrettedes 48 efter nye skandaler og et formodet forsøg på statskup. Hans sidste hustru var niecen Agrippina Den Yngre, som dominerede ham og fik ham til at adoptere hendes søn Nero med forbigåelse af hans egen søn Britannicus. Claudius døde kort efter, sandsynligvis forgiftet på hustruens initiativ. Han blev ophøjet til gud.
I samtidige historikeres fremstillinger skildres Claudius ofte som en fordrukken og halvkomisk svækling, der lunefuld og letpåvirkelig lod sig lede af andre. Ikke desto mindre viste han sig i flere krisesituationer i stand til at gribe hurtigt og hårdhændet ind, lige som han havde betydelige intellektuelle interesser. Hans sygdom er blevet tolket som sanktvejtsdans eller spastisk lammelse.
Claudius har i det 20. århundrede fået særlig berømmelse, der gør ham til en af de bedst kendte tidligere kejsere: forfatteren Robert Graves' romaner Jeg, Claudius (1934) og Claudius og Messalina (1937) skildrer ham som en begavet mand, der overlever ved at spille nar. Romanerne filmatiseredes af BBC i 1976 med Derek Jacobi i hovedrollen.